# Arcadia (Eakins)
Arcadia è un dipinto a olio su tela (98x114 cm) realizzato nel 1883 dal pittore statunitense Thomas Eakins e conservato al Metropolitan Museum of Art di New York.

## Descrizione
A differenza della gran parte delle opere di Eakins, l'opera non rappresenta uno spaccato di vita quotidiana, bensì un paesaggio bucolico ed ideale. Il quadro rappresenta un giovane uomo in piedi che suona un doppio flauto, un bambino sdraiato che suona il flauto di pan e una ragazza (come si evince dai capelli lunghi raccolti sulla nuca) distesa che ascolta i due.

## Storia
Quando insegnava alla Pennsylvania Academy of the Fine Arts negli anni 1890 Thomas Eakins cominciò a dipingere e fotografare modelli vestiti da antichi greci o nudi che posavano in pose classiche o classicheggianti. Alcune delle fotografie che scattò in questo periodo servirono come modelli per opere future, tra cui The Swimming Hole.
Eakins dipinse l'opera in questione in una fattoria nei pressi di Avondale di proprietà di una delle sorelle. I tre modelli furono il nipote di sei anni Ben Crowell, la futura moglie Susan Macdowell e J. Laurie Wallace, suo studente e assistente alla Pennsylvania Academy. Il soggetto era molto amato da Eakins, tanto che fotografò se stesso nudo mentre suonava il doppio flauto.

## Galleria d'immagini

### Foto preparatorie

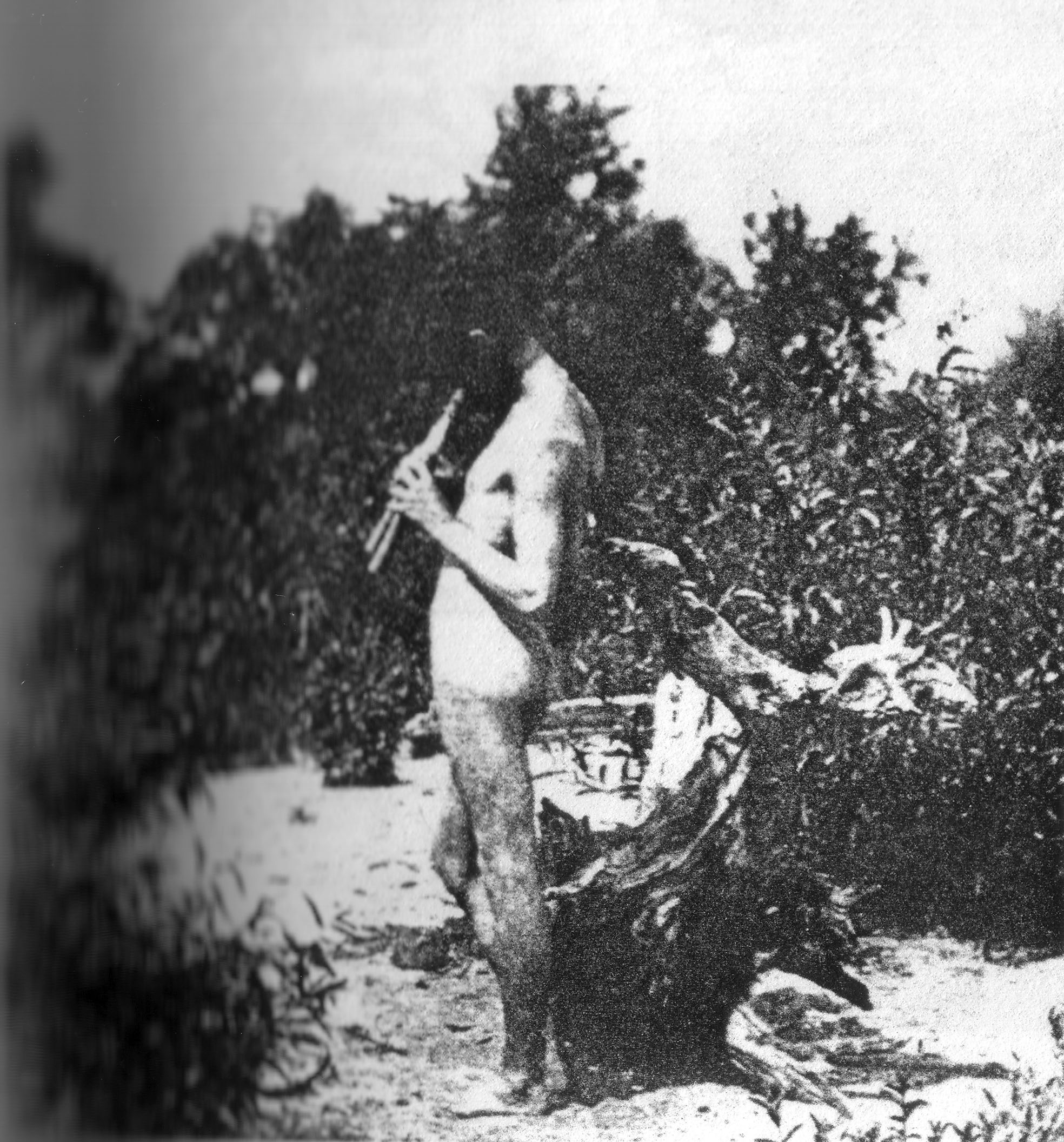
J. Laurie Wallace (Suonatore di flauto)
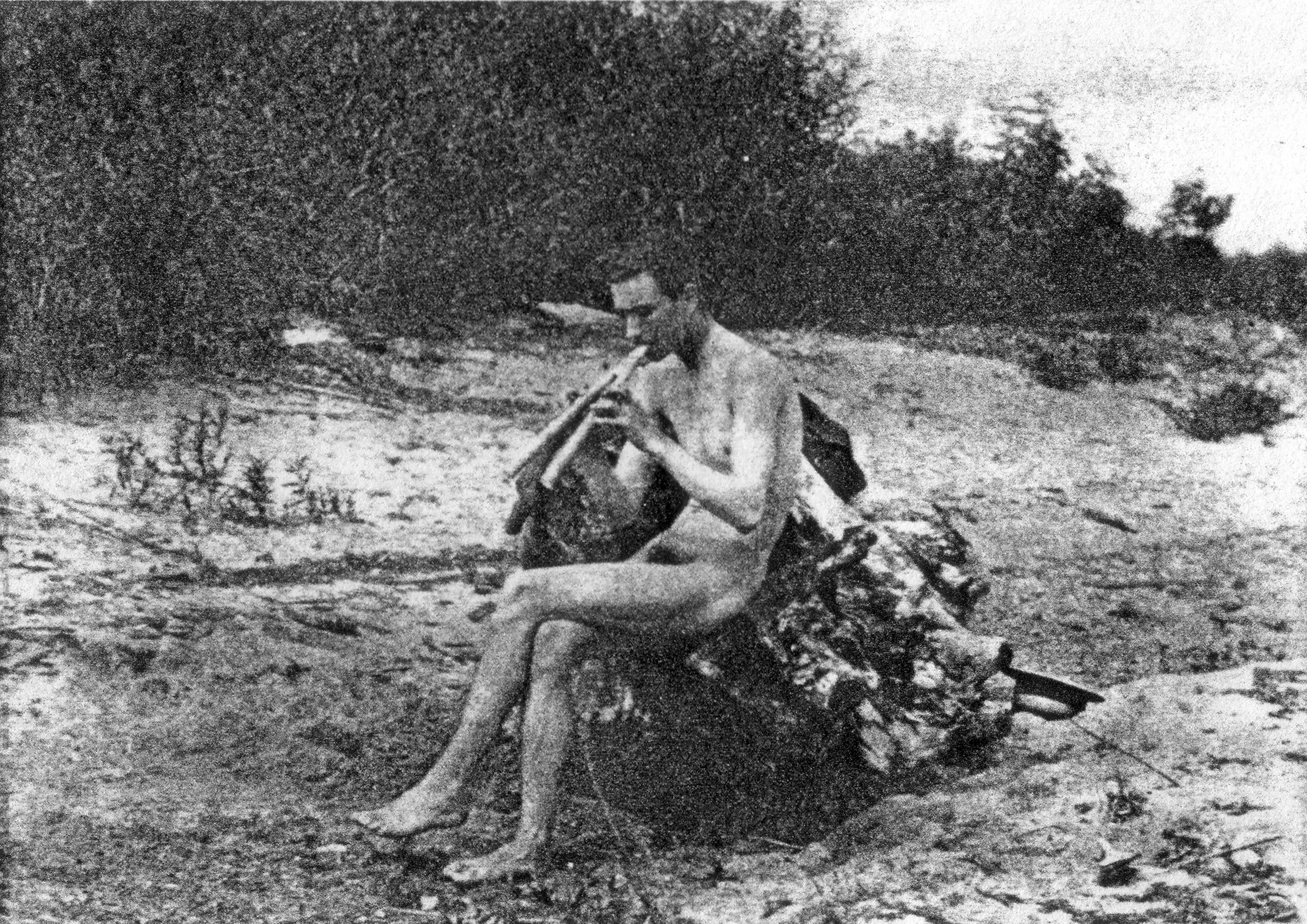
J. Laurie Wallace (Suonatore di flauto)
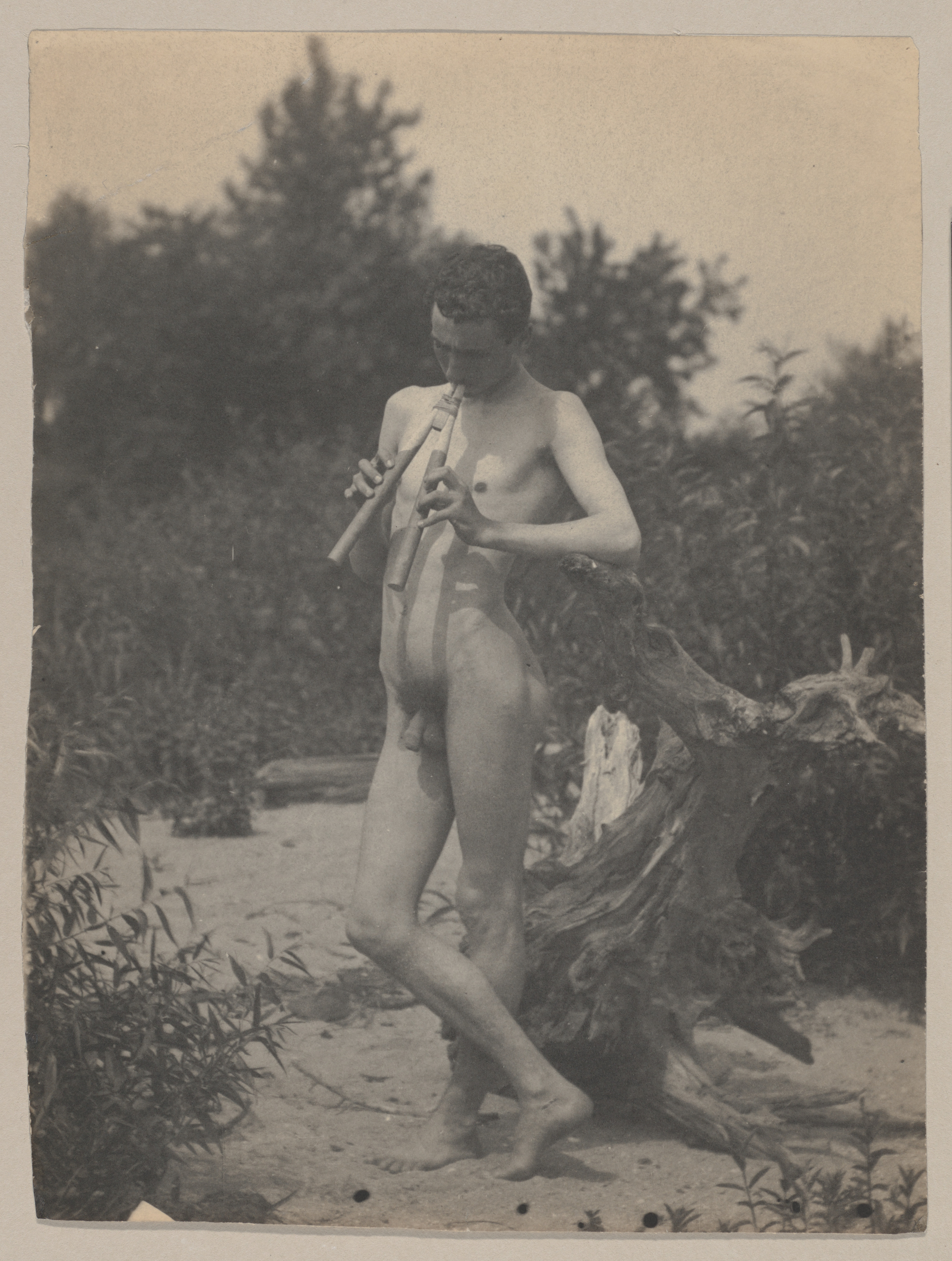
J. Laurie Wallace (Nudo maschile con il flauto)
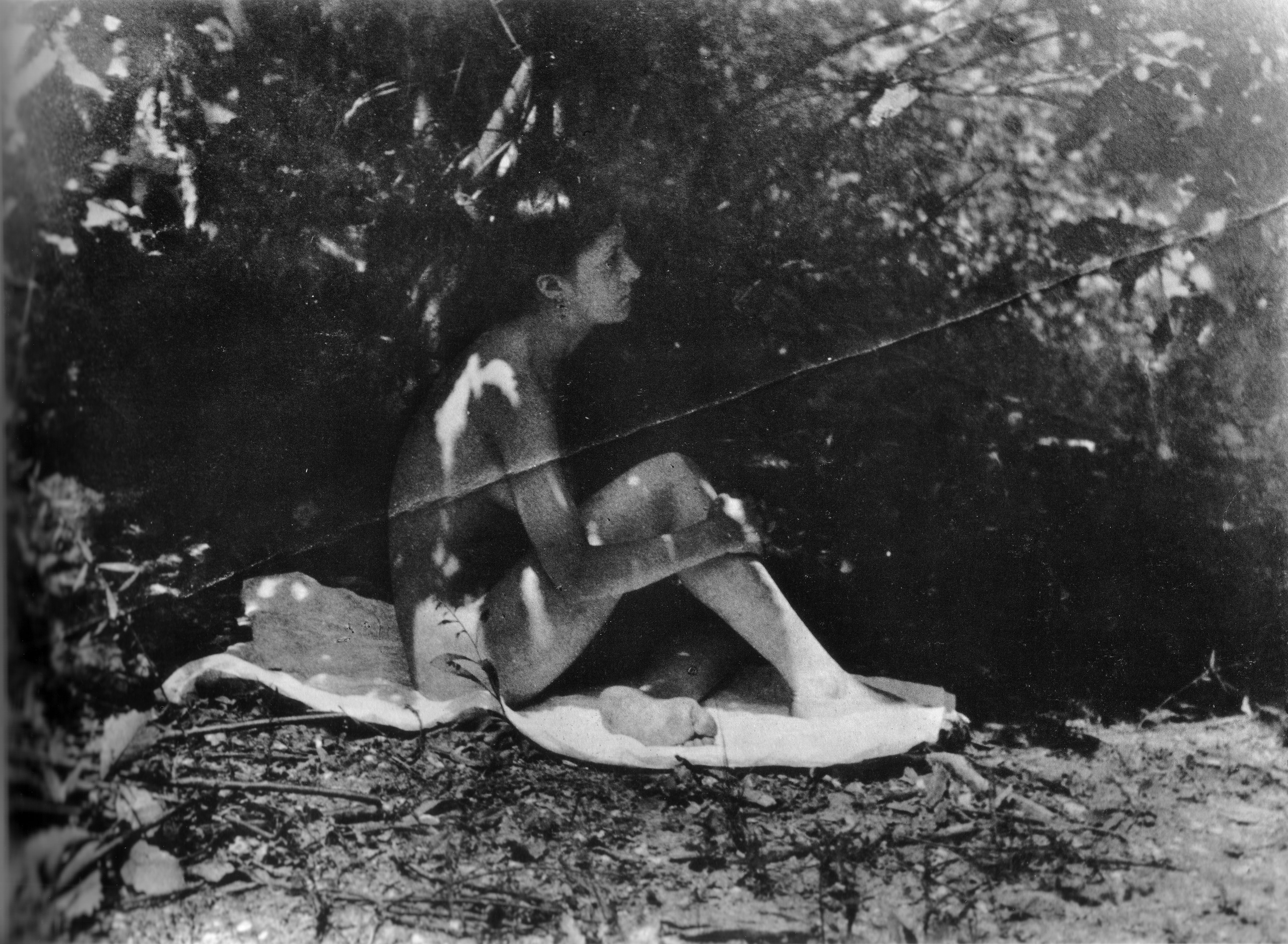
Susan Macdowell (Giovane arcadica)
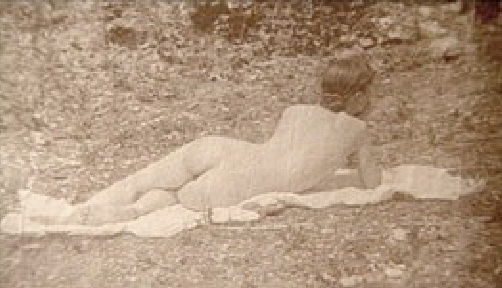
Susan Macdowell (Nudo reclinato)
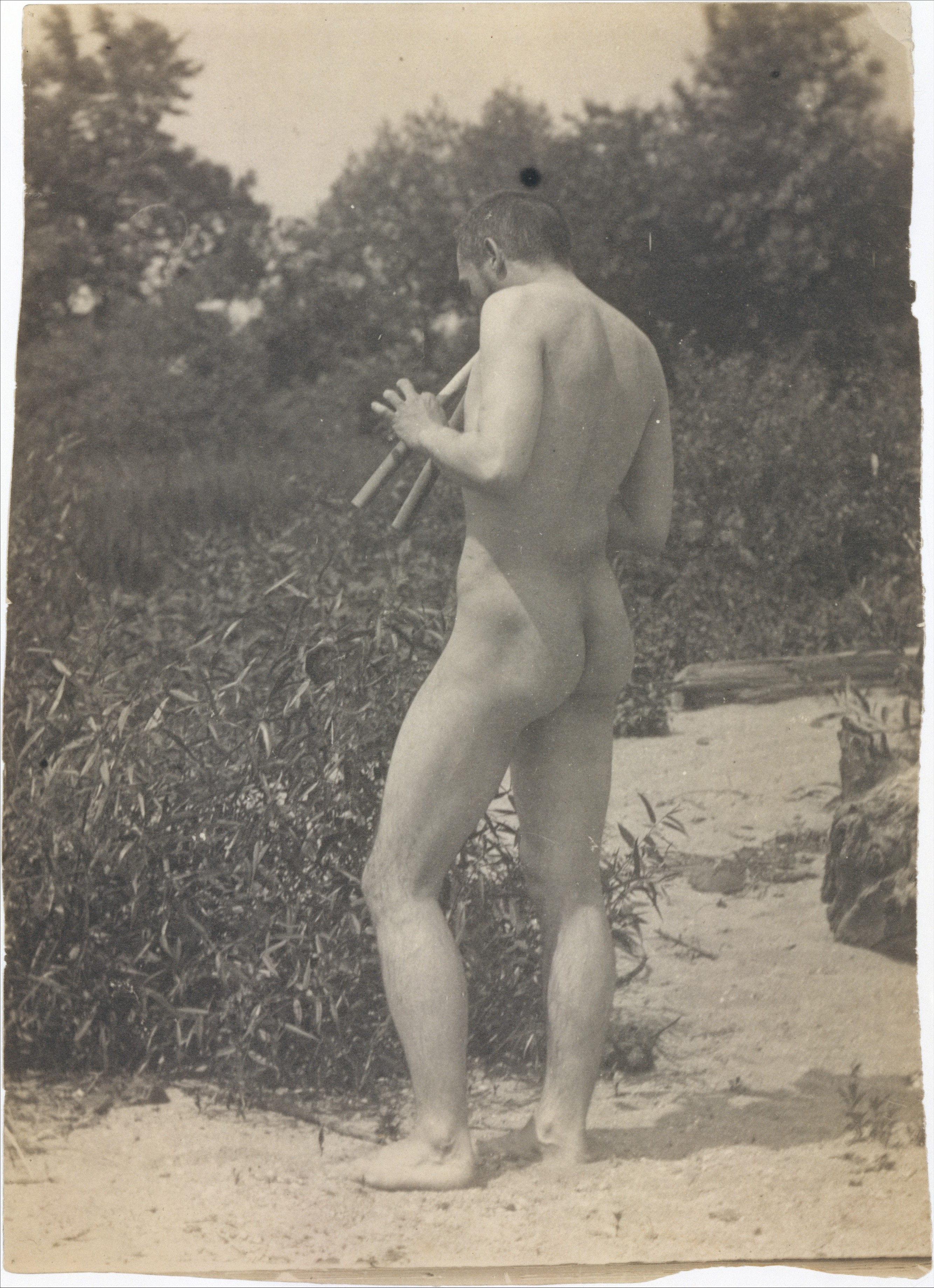
Thomas Eakins (Autoritratto con flauto)

### Studi preparatori

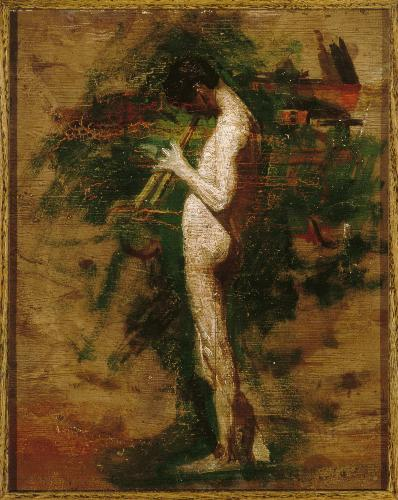
Giovane che suona il flauto (Carnegie Art Museum)
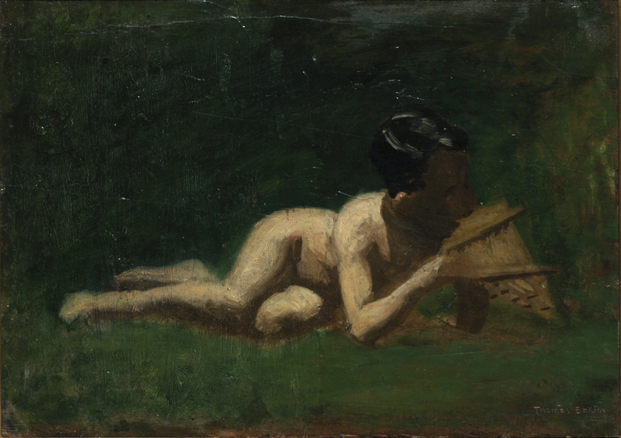
Fanciullo disteso (Hirshhorn Museum and Sculpture Garden)
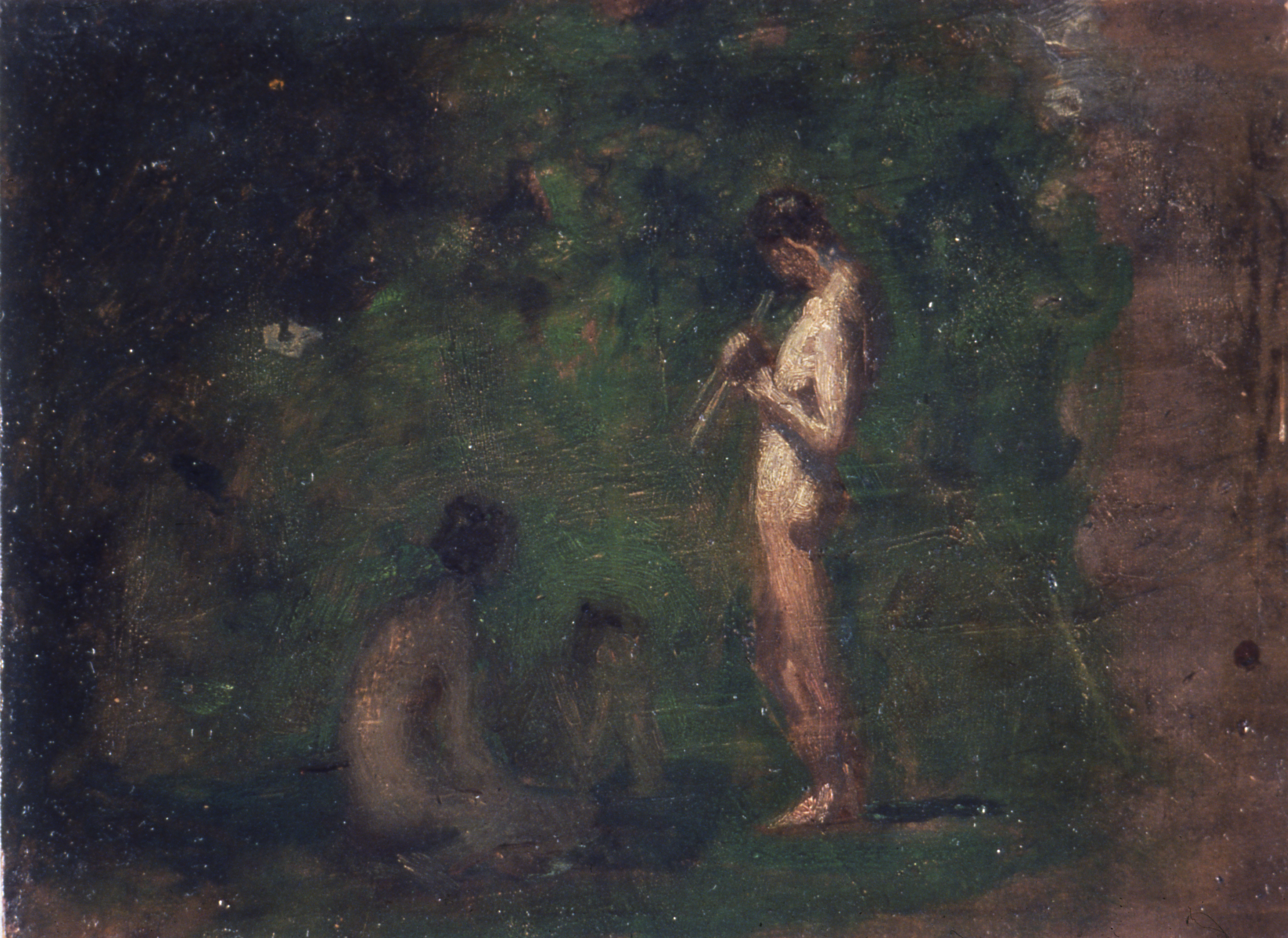
Bozza di Arcadia (Pennsylvania Academy of the Fine Arts)